# Astat
Astat je kemijski element atomskog (rednog) broja 85 i atomske mase 210. U periodnom sustavu elemenata predstavlja ga simbol At.
Astat su 1940. godine otkrili Emilio Gino Segre, Dale R. Corson i K. R. MacKenzie (SAD). Ime mu dolazi od grčke riječi astatos što znači nepostojan. To je radioaktivni element s kratkim vremenom poluraspada (7,5 sati). Kemijski je sličan ostalim halogenima.
Stručnjaci pretpostavljaju da je sveukupna masa astata u prirodnom stanju u Zemljinoj kori nevjerojatnih 0,26 grama.